# Antaeus (hudební skupina)
Antaeus je francouzská black metalová hudební skupina z města Maisons-Laffitte založená roku 1993. Jejich motto zní: „Proti Bohu, proti hudbě, proti tobě.“
Debutové album Cut Your Flesh and Worship Satan vyšlo roku 2000 a obsahuje nově nahrané skladby z dem.

## Diskografie
Dema
- Y.A.T.B.O.T.W. (1996)
- Supremacist Dawn (1996)
- Promo 1998 (1998)

Studiová alba
- Cut Your Flesh and Worship Satan (2000)
- De Principii Evangelikum (2002)
- Blood Libels (2006)
- Condemnation (2016)

EP
- Rekordin 2000 - 1 (1999)
- Rot (2004)

Živá alba
- Nihil Khaos - Live '99 (1999)
- Satanik Audio Violence Helloween 2000 (2001)
- Satanic Audio Violence 2013 - Live at Wolf Throne Festival (2014)